# Lago Egelsee (Berna)
O Lago Egelsee (Berna) é um lago localizado próximo da cidade de Berna, Suíça. 
Este lago apresenta uma superfície é 1,52 ha. e faz parte de um parque que se estende até o Zentrum Paul Klee. Em alguns anos, congela o suficiente para permitir patinagem no gelo.